# Remus Răduleț
Remus Răduleț (* 3. Mai 1904 in Brădeni; † 6. Februar 1984 in Bukarest) war ein rumänischer Elektroingenieur, der an die Entwicklung der International Electrotechnical Vocabulary beteiligt war. Er diente als Präsident der International Electrotechnical Commission von 1964 bis 1967. Seit 1966 war er korrespondierendes Mitglied der Sächsischen Akademie der Wissenschaften.

## Schriften
- Lexiconul Tehnic Român 18 Bände 1948
- Bazele electrotehnicei